# Carposinidae
Carposinidae är en familj av fjärilar. Carposinidae ingår i överfamiljen Copromorphoidea, ordningen fjärilar, klassen egentliga insekter, fylumet leddjur och riket djur. Enligt Catalogue of Life omfattar familjen Carposinidae 323 arter. 

## Bildgalleri

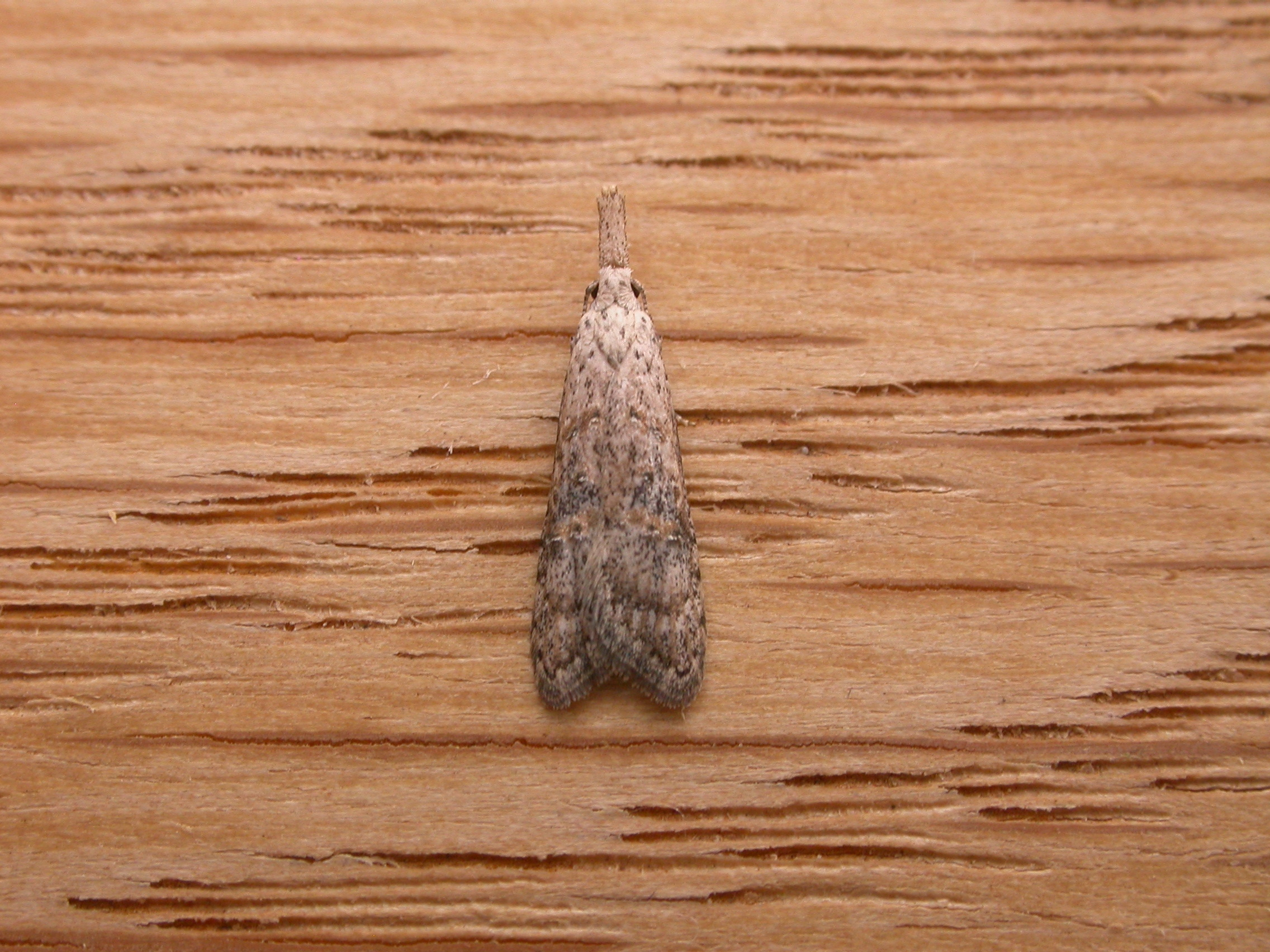
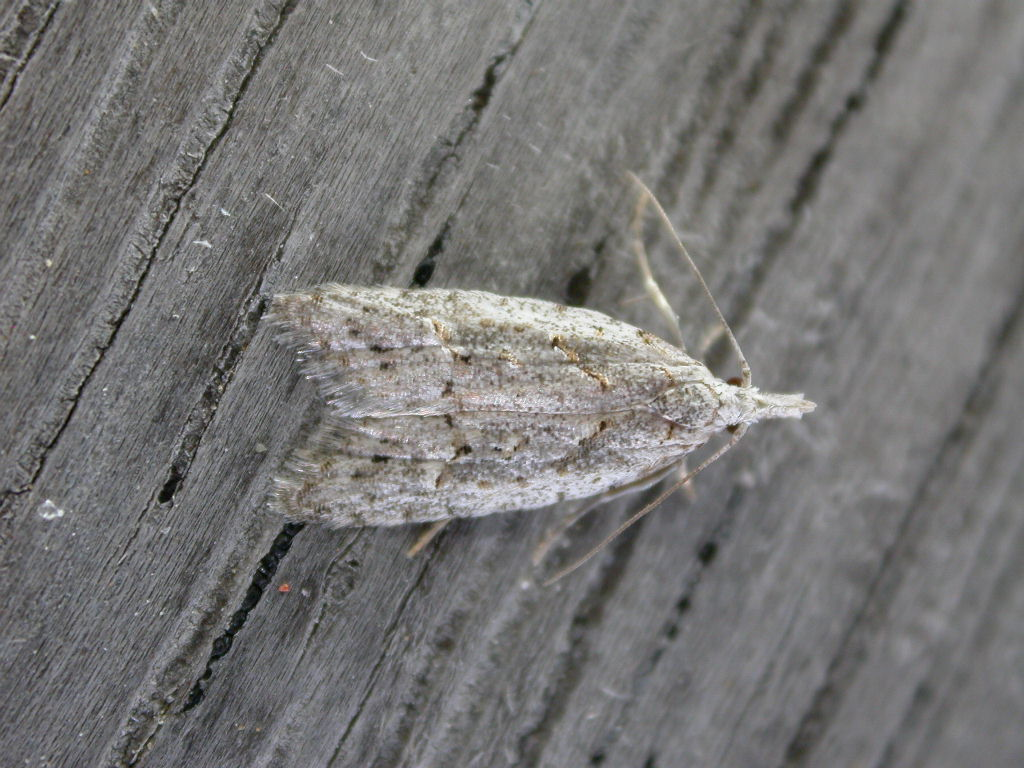
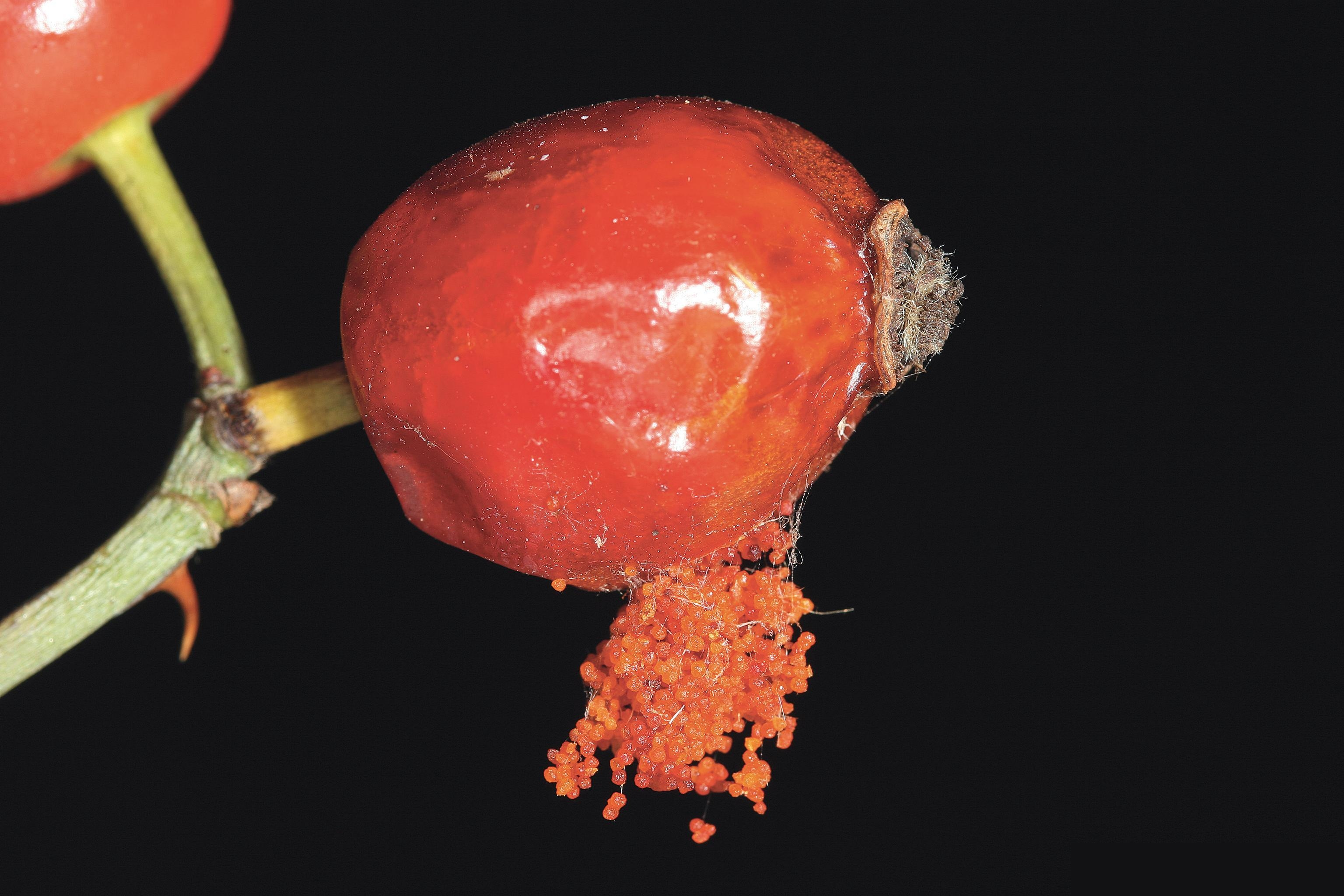
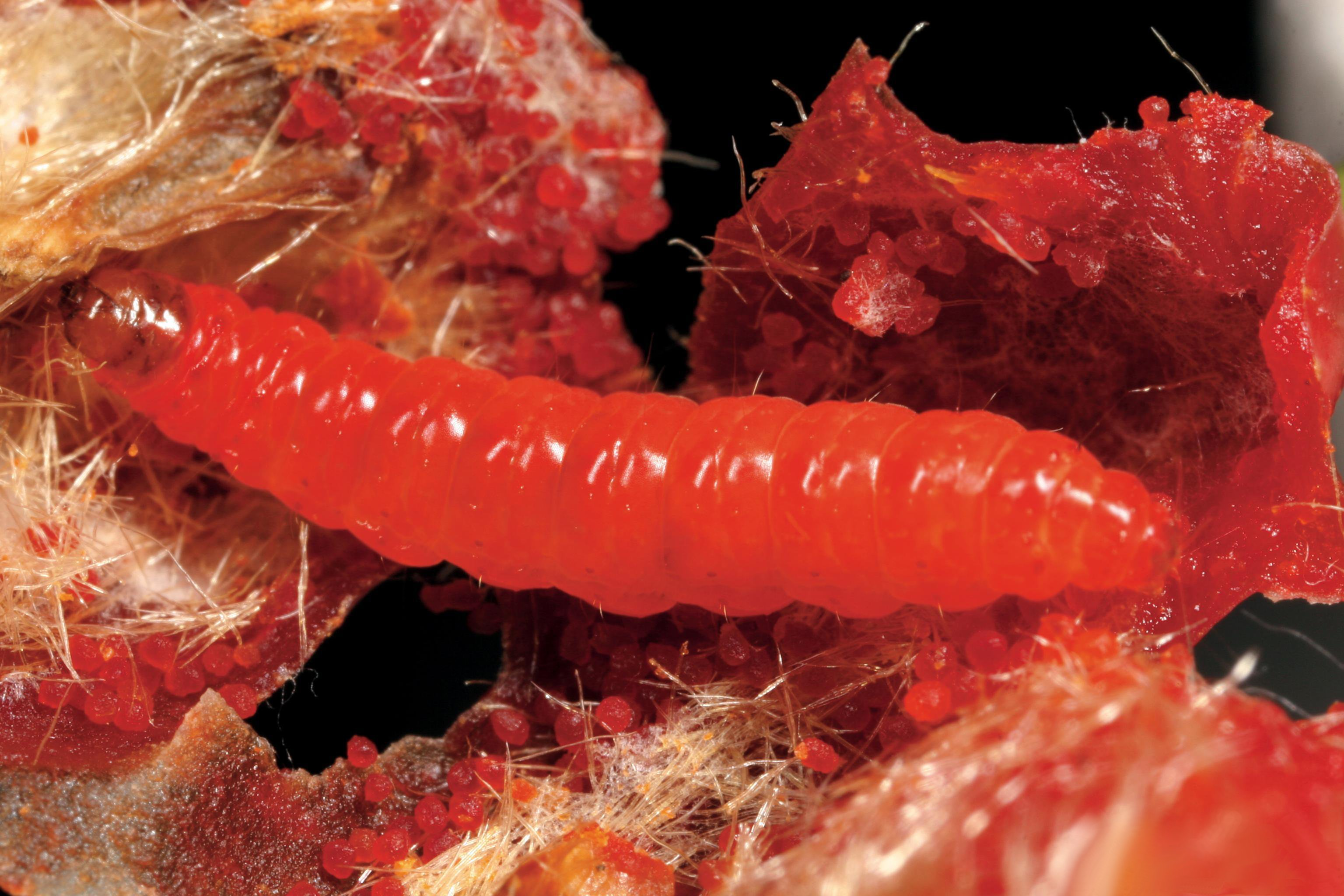
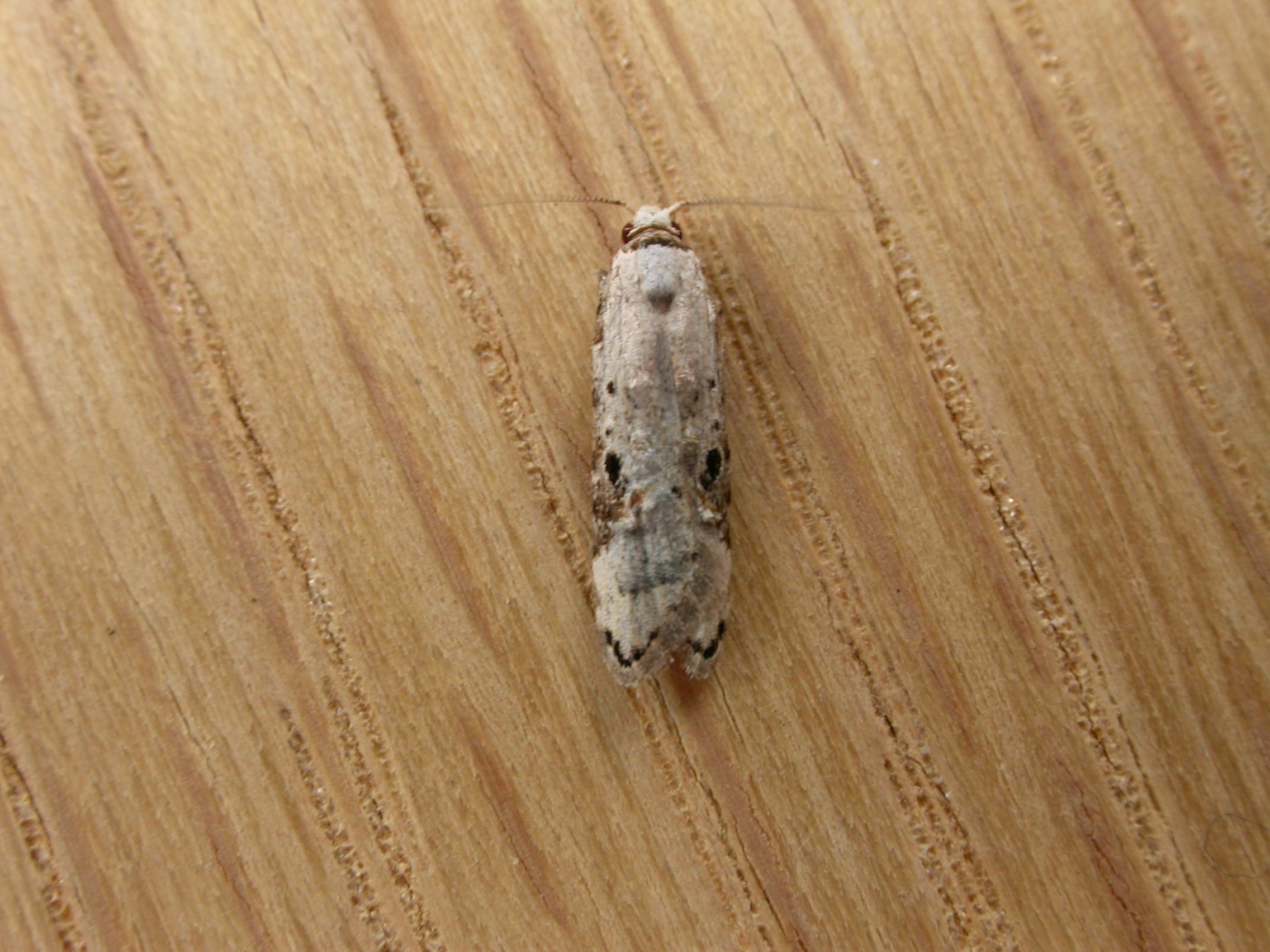
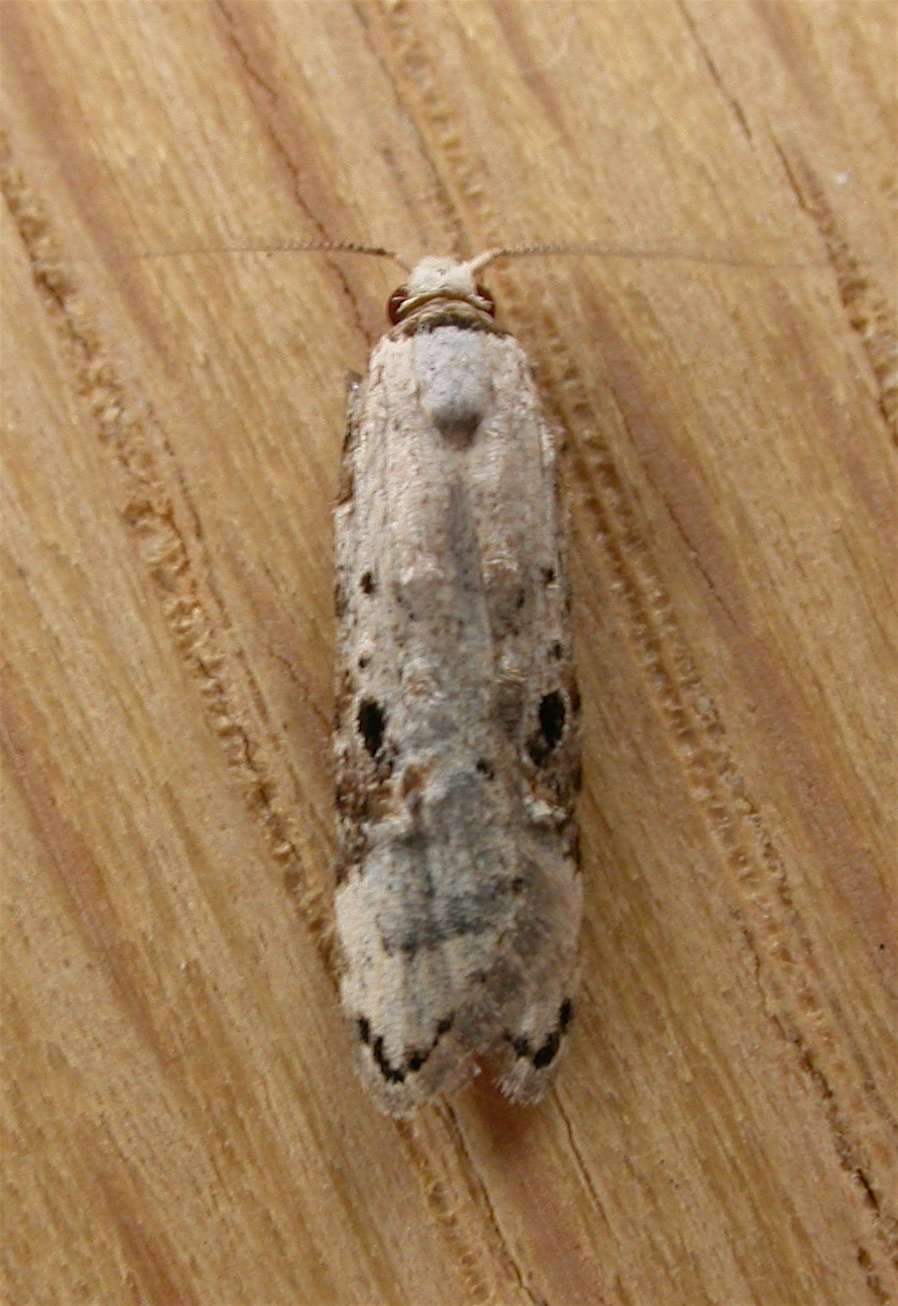

## Dottertaxa till Carposinidae, i alfabetisk ordning[1]
- Actenoptila
- Alexotypa
- Anomoeosis
- Archostola
- Atoposea
- Blipta
- Bondia
- Camacostoma
- Campylarchis
- Carposina
- Commatarcha
- Coscinoptycha
- Ctenarchis
- Desiarchis
- Epicopistis
- Glaphyrarcha
- Heterocrossa
- Heterogymna
- Hystrichomorpha
- Meridarchis
- Mesodica
- Metacosmesis
- Metrogenes
- Nosphidia
- Paramorpha
- Peragrarchis
- Peritrichocera
- Picrorrhyncha
- Scopalostoma
- Sosineura
- Spartoneura
- Tesuquea
- Xyloides